# Howli
Howli é uma cidade e uma town area committee no distrito de Barpeta, no estado indiano de Assam.

## Geografia
Howli está localizada a 26° 26′ N, 90° 58′ L. Tem uma altitude média de 43 metros (141 pés).

## Demografia
Segundo o censo de 2001, Howli tinha uma população de 15 958 habitantes. Os indivíduos do sexo masculino constituem 52% da população e os do sexo feminino 48%. Howli tem uma taxa de literacia de 63%, superior à média nacional de 59,5%: a literacia no sexo masculino é de 69% e no sexo feminino é de 56%. Em Howli, 14% da população está abaixo dos 6 anos de idade.